# 1994 dans le catholicisme
Chronologie du catholicisme
- 1990
- 1991
- 1992
- 1993
- 1994
- 1995
- 1996
- 1997
- 1998

Cet article présente les faits marquants de l'année 1994 dans le catholicisme.

## Évènements
- 24 avril : béatification d'Isidore Bakanja.
- 22 mai : publication de la lettre apostolique Ordinatio sacerdotalis rappelant que le sacerdoce ne peut pas être conféré aux femmes.
- 10 et 11 septembre : voyage apostolique du pape en Croatie.
- 2 octobre : ouverture du IXe synode des évêques sur la vie consacrée.
- 16 octobre : béatification de Nicolas Roland.
- 11 novembre : Jean-Paul II et Mar Dinkha IV, Patriarche de l'Église apostolique assyrienne de l'Orient signent une Déclaration christologique commune mettant fin, pour les deux Églises, à la controverse nestorienne[1].
- 20 novembre : béatification de Hyacinthe-Marie Cormier, Marie Poussepin, Agnès de Jésus et Eugénie Joubert.
- 26 novembre : création de 30 cardinaux par Jean-Paul II.

## Naissances
- 22 juin  : Akash Bashir, jeune chrétien pakistanais, mort en empêchant un attentat, serviteur de Dieu († 15 mars 2015)

## Décès

### Janvier
- 5 janvier : Jean-Marie Maury, prélat français, diplomate du Saint-Siège et évêque titulaire d'Elis (de) puis archevêque titulaire de Laodicée-en-Phrygie (de), puis archevêque de Reims (° 22 mai 1907)
- 11 janvier : Charles-Marie Himmer, prélat belge, évêque de Tournai (° 10 avril 1902)
- 15 janvier : Gabriel-Marie Garrone, cardinal français de la Curie, précédemment archevêque titulaire de Lemnus (de) puis de Turres-en-Numidie (de) (° 12 octobre 1901)
- 27 janvier : Luigi Bosio, prêtre et vénérable italien (° 10 avril 1909)

### Février
- 2 février : Jean-Paul Vincent, prélat français, évêque de Bayonne (° 13 juin 1911)
- 3 février : Justinus Darmojuwono, cardinal indonésien, archevêque de Semarang (° 2 novembre 1914)
- 5 février : Anthony Caillot, prélat français, évêque d’Évreux (° 14 mars 1908)
- 12 février : Joseph Cordeiro, premier cardinal pakistanais, archevêque de Karachi (° 19 janvier 1918)
- 16 février : François Marty, cardinal français, archevêque de Paris (° 18 mai 1904)
- 28 février : Roger Riou, prêtre et missionnaire français à Haïti puis à Madagascar (° 16 août 1909)

### Mars
- 4 mars : 
  - Marie-Joseph Lemieux, prélat canadien, diplomate du Saint-Siège et archevêque titulaire de Saldae (de), précédemment évêque titulaire de Calydon (de) (° 10 mai 1902)
  - Octave Terrienne, prélat français, vicaire apostolique des îles Gilbert et Ellice et évêque titulaire de Menelaites (de) (° 9 septembre 1902)
- 21 mars : Alfred James Jolson, prélat américain, évêque de Reykjavik (° 18 juin 1928)
- 23 mars : Bienheureux Álvaro del Portillo, évêque espagnol, prélat de l'Opus Dei (° 11 mars 1914)
- 26 mars : Owen McCann, premier cardinal sud-africain, archevêque du Cap (° 26 juin 1907)

### Avril
- 8 avril : Pellegrino Ernetti, moine bénédictin, exorciste et musicologue italien (° 13 octobre 1925)
- 16 avril : Charles Aimé Halpin, prélat français, archevêque de Regina (° 30 août 1930)
- 18 avril : Georges-André Vachon, prêtre jésuite, enseignant et critique littéraire canadien (° 8 janvier 1926)
- 20 avril : Bertrand Lacaste, prélat français, évêque d'Oran (° 26 juin 1897)

### Mai
- 8 mai :
  - Bienheureuse Paul-Hélène Saint-Raymond, religieuse, missionnaire en Algérie et martyre française (° 24 janvier 1927)
  - Bienheureux Henri Vergès, religieux mariste, enseignant, missionnaire en Algérie et martyr français (° 15 juillet 1930)
- 26 mai : René Boudon, prélat français, évêque de Mende (° 21 janvier 1910)

### Juin
- 1er juin : Henri Desroche, prêtre, sociologue, théologien et philosophe français (° 12 avril 1914)
- 3 juin : Pablo Muñoz Vega, cardinal équatorien, archevêque de Quito (° 23 mai 1903)
- 5 juin : Thaddée Nsengiyumva, prélat rwandais, évêque de Kabgayi, tué au cours du génocide (° 17 mars 1949)
- 11 juin : Joseph Rozier, prélat français, évêque de Poitiers (° 5 juin 1924)

### Juillet
- 7 juillet : Marius Hudry, prêtre, résistant et érudit français (° 19 février 1915)

### Août
- 16 août : André Pailler, prélat français, archevêque de Rouen (° 18 novembre 1912)
- 19 août : Antoine Khoraiche, cardinal libanais, patriarche maronite d'Antioche, précédemment évêque titulaire de Tarse des Maronites (de) puis évêque maronite de Sidon (° 20 septembre 1907)
- 21 août : Louis Coache, prêtre traditionaliste français (° 10 mars 1920)
- 29 août : Marcel Lelégard, prêtre et écrivain français (° 1er octobre 1925)

### Septembre
- 1er septembre : Jean Bernard, prêtre luxembourgeois déporté à Dachau (° 13 août 1907)
- 16 septembre : Albert Decourtray, cardinal français, archevêque de Lyon, académicien (° 9 avril 1923)
- 18 septembre : René-Joseph Piérard, prélat français, évêque de Châlons, précédemment évêque titulaire de Juliopolis (de) (° 6 mars 1899)
- 30 septembre : Jean Valbert, prêtre, officier, journaliste, aumônier scout, résistant et écrivain français (° 7 janvier 1912)

### Octobre
- 3 octobre : Maurice Perrin, prélat français, missionnaire, diplomate du Saint-Siège et archevêque titulaire de Gurza (de), précédemment archevêque titulaire d'Utique (de) (° 30 juin 1904)
- 17 octobre : René-Alexandre Dupanloup, prélat français, évêque de Belley (° 17 février 1923)
- 24 octobre : Bienheureuse Esther Paniagua Alonso, religieuse espagnole, missionnaire et martyre en Algérie (° 7 juin 1949)
- 28 octobre : Bienheureuse Caridad Álvarez Martín, religieuse espagnole, missionnaire et martyre en Algérie (° 9 mai 1933)

### Novembre
- 28 novembre : Vicente Enrique y Tarancón, cardinal espagnol, archevêque de Madrid (° 14 mai 1907)

### Décembre
- 26 décembre : 
  - Pietro Pavan, cardinal italien de la Curie (° 30 août 1903)
  - André Rousset, prélat français, premier évêque de Pontoise (° 13 juillet 1918)
- 27 décembre : 
  - Bienheureux Christian Chessel, père blanc, missionnaire en Algérie et martyr français (° 27 octobre 1958)
  - Bienheureux Charles Deckers, père blanc, missionnaire en Algérie et martyr belge (° 26 décembre 1924)
  - Bienheureux Alain Dieulangard, père blanc, missionnaire en Algérie et martyr français (° 21 mai 1919)
- 28 décembre : Jean Toulat, prêtre, écrivain, essayiste et militant pacifiste français (° 23 juillet 1915)